# Шатуновский, Самуил Осипович
Самуил Осипович Шатуновский (13(25) марта 1859, Великая Знаменка — 27 марта 1929, Одесса) — русский математик и логик.
Профессор Новороссийского университета в Одессе.
Один из учителей Григория Михайловича Фихтенгольца.
Сотрудник одесского издательства «Матезис».
Основные работы относятся к обоснованию понятия объёма многогранника без использования понятия предела и теории Галуа.

## Биография
Родился в 1859 году в бедной семье ремесленника-еврея, был девятым ребенком у своей матери. Окончив Херсонское реальное училище и дополнительный класс в Ростове, он был лишён возможности, согласно тогдашним правилам, поступить в университет, и должен был поступить в техническое учебное заведение.
Пробыл недолгое время сначала в Петербургском Технологическом институте, а затем в Институте путей сообщения. С. О. Шатуновский увлекался математикой и вместо выполнения учебного плана в своих институтах ходил в университет слушать лекции знаменитых петербургских математиков. В конце концов, бросил технический институт и поступил вольнослушателем в Петербургский университет.
Уехал в Швейцарию, но вскоре вернулся в Россию. Давал частные уроки в Екатеринославской и Бессарабской губерниях.
Был приглашён в Одессу, где профессора и преподаватели Новороссийского университета (ныне — Одесский национальный университет имени И. И. Мечникова) — Ярошевко, Слешинский, Тимченко и Каган — обратились к министру народного просвещения с ходатайством о разрешении ему держать магистерские экзамены. По формальным причинам, Шатуновский не мог держать экзамен поскольку у него не было аттестата зрелости.
Член одесской ложи «Звезда востока», входившей в Великий восток народов России, членом которой также был В. Ф. Каган. При Советской власти был избран профессором Одесского университета. С 1920 года преподавал в Одесском институте народного образования, заведовал первой в городе кафедрой алгебры.
Одновременно в 1922—1925 годах был заведующим кафедрой математики Одесского политехнического института.
Умер в 1929 году от рака пищевода, продолжал читать лекции почти до самого дня смерти.

## Научная деятельность
Шатуновский был представителем конструктивных направлений в современной математике. Известен своими принципиальным подходом к неприменимости закона исключённого третьего прежде всего к рассуждениям о бесконечных множествах. Он также полагал, что чрезвычайной осторожности требует применение закона исключённого третьего и к элементам конечного класса, причём, иногда это применение и в данной области может быть оправдано только после длинного ряда исследований.
Дело в том, говорит Шатуновский, что возможность выбора одного из двух предложений «A есть B» и «A» не есть «B», где A обозначает некоторый предмет, а B — класс предметов зависит не только от определённого класса «B», но и от того, какого определение предмета B. Но как бы не определить класс B (если только он, в частности, не будет совокупностью всех общих предметов), всегда можно, пишет Шатуновсакий в предисловии «Алгебра как учение о сравнениях по функциональным модулям», определить предмет A так, чтобы из этого определения ничего не вытекало относительно принадлежности A классу B. «Если, и в этом случае, — пишет Шатуновский, — всё же говорят, что предмет A либо принадлежит, либо не принадлежит классу B, то можно иметь только тот смысл, что определение предмета A может быть дополнено новым определением (формально или реально), чтобы возможно было сделать дизъюнкию между принадлежностью и непринадлежностью классу B нового предмета A, определение которого складывается из определения предмета A и упомянутого дополнения, причём такой предмет A всё ещё обозначается термином A».
В пояснение своей мысли Шатуновский приводит пример: о предмете, обозначённом словами «целое число, оканчивающееся шестёркой» нельзя сказать ни то, он входит в класс «точных квадратов», ни то, что он не входит в этот класс. Чтобы решить вопрос о применяемости закона исключённого третьего, нужна дополнительная проверка.

## Труды
- О постулатах, лежащих в основании понятия о величине / С. Шатуновский. // Записки математического отделения научного общества естествоиспытателей при ИНУ. — 1904. — Т. 26. — С. 21—25.
- Алгебра как учение о сравнениях по функциональным модулям / С. Шатуновский. — Одесса, 1917. — 205 с.
- «Über den Rauminhalt der Polyeder», Mathematische Annalen 57

### Переводы
- Рихард Дедекинд. Непрерывность и иррациональные числа = Stetigkeit und irrationale Zahlen / пер. с нем. С. О. Шатуновского. — 4. — Матезис, 1923.